# 九寺
九寺（きゅうじ）は、秦・漢から宋・元の頃まで、中国の官制において中央政府の事務執行機関として存在した9つの部局のことである。

## 沿革
秦・漢のとき以来、中国では政務を議す宰相である丞相（漢では三公）の下部にあって庶務を担当する大臣を九卿といい、それぞれの管掌する官庁の称として寺が使われたことに由来する。「寺」は現代日本語では仏教等の寺院の意味に限定して使われるが、原義は元来役所の意味であり、寺院の意味に使うようになったのが後である。ただし、九卿の官庁が明確に九寺と呼ばれるようになるのは比較的遅く、北斉においてであった。同様に庶務を担当する機関として五監がある。
漢の滅亡後も九寺は六朝の頃まで庶務機関として重要視されたが、魏において機密文書の処理機関であった尚書が長官を宰相とする実務行政の最高機関となり始め、魏晋南北朝時代を通じて尚書省の各部局（のちの六部）が次第に九卿の実務を奪っていった。
中国を再統一した隋は旧制を取り入れ九寺を六部の下位に置いた。続く唐の制度は隋制を踏襲したため九寺はそのまま残されたが、尚書省・六部の権限が既に確立されており、九寺の権限はほとんど有名無実化していた。その後、唐の制度が中国の制度の理想形とされたため九寺の名は容易にはなくならず、宋・元にもみられたがほとんど形骸に過ぎず、次の明において五寺に削減された。

## 隋・唐の九寺
太常寺
祭祀と儀礼を管掌する官庁。国家による天や社稷の祭祀を執り行い、宮廷の音楽・医者・占卜などを管理する。
光禄寺
宮中の諸事を司る官庁。宮廷の宴会やそれに供される酒食を準備する。
衛尉寺
宮廷の武器の管理と宮廷の警備を行う官庁。宮中の武器庫を管理し、儀礼の際の警備や儀仗を司る。
宗正寺
皇帝の宗室に関わる事務を統括する官庁。皇族・宗族・外戚の簿籍を管理し、皇族の陵墓や廟を守り、道士や僧侶を統括する。
太僕寺
国家の車・馬などを管掌する官庁。宮廷の厩舎・牧場・車庫を管理し、行幸に供奉する。
大理寺
法務機関。本来は司法・裁判のことを司り刑罰を施行したが、刑部に機能を奪われた。
鴻臚寺
外国使節の応接、対応を司る官庁。到来した使節を迎え、宿舎と食事を給し、儀礼を取り仕切る。また、官僚の身内の不幸に関する儀礼も司る。平安時代の日本に置かれた鴻臚館の名は、鴻臚寺に由来している。
司農寺
国庫に収める穀物・貨幣などの管理を行う官庁。本来の国家財政機関であるが、戸部に機能を奪われた。
太府寺
財貨と交易のことを司る官庁。都の市・蔵・常平倉を管理し、官僚の俸給を出納し、物価の管理を行う。